# Flor Alpaerts
Flor Alpaerts   (Anvers, 12 de setembre de 1876 - Anvers, 5 d'octubre de 1954) va ser una directora, pedagog i compositora belga. Es va graduar a la "Vlaamse Muziekschool" el 1901.
Va ser director artístic de la "Fundació Peter Benoit", codirector de la "Royal Opera Flamenca" i membre de la Reial Acadèmia de Bèlgica. Com a compositor es va convertir en el primer impressionista flamenc, amb el poema simfònic Pallieter (1921-1924).
Alpaerts va deixar enrere un extens treball. Primer va compondre amb un estil impressionista, més tard expressionista i finalment neoclàssic. Es va inspirar en la vida flamenca. Peter Benoit va ser el seu gran model, però va adaptar els principis de Benoit i va donar a la música flamenca un mode d'expressió modern i un rostre contemporani. Va escriure sobretot per a l'orquestra simfònica, però també va escriure música incidental, una òpera, moltes cançons flamenques, música de cambra i treball per a bandes de llautó i conjunts de vent.
Entre els estudiants destacats s'inclouen les dues compositores, Denise Tolkowsky i Ernest Schuyten.

## Obra
- Psyché (1899), poema simfònic
- Herleving (1904)
- Cyrus (1905) inspirat en una obra de Louis Couperus
- Lentesymfonie (1906)
- Pallieter (1921), poema simfònic
- Benedictus Deus (1926) per a cor mixt
- Tijl Uilenspiegel (1927), poema simfònic
- James Ensor-suite (1931), considerat la seva obra mestra
- Salome's dans van de zeven sluiers (Salome's dance of the seven veils)
- Shylock, òpera en tres actes (1910-1913)